# Mieko Kawakami
Mieko Kawakami (川上 未映子), née le 29 août 1976, est une écrivaine japonaise originaire de la préfecture d'Osaka.

## Biographie
Elle se fait d'abord connaître au début des années 2000 comme chanteuse (trois albums sortis au Japon en 2002, 2004 et 2005) et comme blogueuse. L'année 2006 marque son entrée en littérature.
Le prix Akutagawa lui est attribué en 2007 pour Seins et Œufs (乳と卵). Ce court roman, qui marque l'une des premières utilisations centrales du langage parlé d'Osaka dans un ouvrage de littérature, traite de la question des femmes et de leur relation à leur corps, par le biais de trois personnages féminins. Il s'agit également d'un hommage à Ichiyō Higuchi (1872-1896), première femme écrivain professionnel de l'époque moderne au Japon.
Elle reçoit par la suite d'autres prix littéraires, notamment le prix Murasaki Shikibu en 2010 pour le roman Heaven et le Prix Tanizaki en 2013 pour le recueil de nouvelles Ai no yume toka (愛の夢とか, inédit en français).
En 2018, sa notoriété s'étend jusqu'en Afrique, avec la nomination de son livre Ms Ice Sandwich aux Grands Prix des associations littéraires. 
Mieko Kawakami a par ailleurs joué dans le film Pandora's Box de Masanori Tominaga (en), sorti au Japon en 2009. Il s'agit de l'adaptation d'une nouvelle d'Osamu Dazai.
Elle a épousé l'écrivain Kazushige Abe en 2011.
Auteure de plusieurs romans, nouvelles et recueils de poèmes, Mieko Kawakami signe par ailleurs, régulièrement, de nombreux essais. Un livre d'entretiens avec Haruki Murakami Mimizuku wa tasogare ni tobitatsu (みみずくは黄昏に飛びたつ, inédit en français) a ainsi été publié au Japon en 2017.
Le 20 février 2023, un nouveau roman Ki iroi ie (黄色い家) est publié au Japon.

## Œuvres traduites en français
- 2007 : Seins et Œufs (乳と卵?), court roman traduit par Patrick Honnoré, Arles, Éditions Actes Sud, coll. « Lettres japonaises », 2012 ; réédition, Arles, Actes Sud, coll. « Babel » no 1239, 2013  (ISBN 978-2-330-03068-1)
- 2009 : Heaven (ヘヴン?), roman traduit par Patrick Honnoré, Arles, Éditions Actes Sud, coll. « Lettres japonaises », 2016  (ISBN 978-2-330-06074-9)
- 2011 : De toutes les nuits, les amants (すべて真夜中の恋人たち?), roman traduit par Patrick Honnoré, Arles, Éditions Actes Sud, coll. « Lettres japonaises », 2014 ; réédition, Arles, Actes Sud, coll. « Babel » no 1675, 2020  (ISBN 978-2-330-13423-5) (finaliste aux National Book Critics Circle Awards en 2023[7])
- 2015 : J'adore (あこがれ?), roman traduit par Patrick Honnoré, Arles, Éditions Actes Sud, coll. « Lettres japonaises », 2020  (ISBN 978-2-330-13365-8)
- 2016 : "La preuve d'amour de Mary" (マリーの愛の証明), nouvelle traduite par Patrick Honnoré dans Tempura n°7 (p.124-133), automne 2021.
- 2017 : "La Honte" (恥), nouvelle (inédite au Japon) traduite par Patrick Honnoré dans Tempura n°3 (p. 98-105), automne 2020.